# Amauris albimaculata
Amauris albimaculata is een vlinder uit de familie van de Nymphalidae.

## Kenmerken
De spanwijdte varieert van 50 tot 68 millimeter. De  witte vlekken op de voorvleugels zijn altijd wit, terwijl die van de gelijkende Amauris echeria geelachtig zijn.

## Verspreiding en leefgebied
De soort komt voor in Centraal- en Zuidelijk Afrika waaronder Kameroen, Congo-Kinshasa, Ethiopië, Somalië, Zuid-Soedan, Oeganda, Kenia, Rwanda, Burundi, Tanzania, Zambia, Malawi, Mozambique, Zimbabwe, Zuid-Afrika en Eswatini. Het leefgebied bestaat uit bossen met een hoge luchtvochtigheidsgraad.

## De rups en zijn waardplanten
De rups leeft op soorten van de maagdenpalmfamilie (Apocynaceae) waaronder de giftige Cyanchum (o.a. Cynanchum natalitium Schltr.), de giftige Vincetoxicum (o.a. Vincetoxicum anomalum (N.E.Br.) Meve & Liede), Gongronemopsis angolensis (N.E.Br.) S.Reuss, Liede & Meve, Gongronemopsis latifolia (Benth.) S.Reuss, Liede & Meve, Gymnema  en Secamone.

## Ondersoorten
- Amauris albimaculata albimaculata Butler, 1875 (Zuid-Mozambique, Zuid-Afrika, Eswatini)
- Amauris albimaculata chirindana Talbot, 1941 (West-Mozambique, Zimbabwe)
- Amauris albimaculata hanningtoni Butler, 1888 (Zuid-Somalië, Oost-Kenia, Noordoost-Tanzania)
  - = Hirsutis virginalis Köhler, 1923
- Amauris albimaculata intermedians Hulstaert, 1926 (Kameroen)
- Amauris albimaculata interposita Talbot, 1940 (Oeganda, Midden- en West-Kenia, Noord-Tanzania)
- Amauris albimaculata latifascia Talbot, 1940 (Zuid- en Oost-Tanzania, Noord-Zambia, Malawi, Mozambique)
- Amauris albimaculata magnimacula Rebel, 1914 (Oost-Congo-Kinshasa, Oeganda, Rwanda, Burundi, Noordwest-Tanzania)
  - = Amauris albimaculata f. magnimacula Rebel, 1914
  - = Amauris egialea similis Joicey & Talbot, 1921
- Amauris albimaculata sudanica Talbot, 1940 (Zuid-Soedan, Ethiopië)